# 秃发氏
秃发为鲜卑姓氏，与拓跋氏同源，其先祖出自鲜卑拓跋部首领拓跋诘汾，其长子秃发匹孤率部从塞北迁往河西，成为河西鲜卑，并以“秃发”为氏。其后代秃发乌孤建立南凉政权。南凉灭亡后末代君主秃发傉檀之子秃发破羌降北魏，北魏明元帝因秃发、拓跋同源，故賜姓为“源”。

## 語源
关于“禿髮”的语源与含义，《晋书》记载匹孤之妻胡掖氏生子寿阗于被中，因鲜卑语谓被为“禿髮”，故以此为氏。《十六国春秋》同样也有“生寿阗被中，以秃发为号，寿阗为名”的记载。
日本学者白鸟库吉据此认为“禿髮”即蒙古语ᠳᠡᠪᠡᠯ（debel，意为“皮外套”）的对音。而另一些学者认为“禿髮”和“拓跋”是同音异译，如清人钱大昕就曾指出：“‘禿髮’即‘拓跋’之转，无二义也。古读轻唇音如重唇，故赫连佛佛即勃勃，髮从犮得声，与跋音正相近。魏伯起书尊魏而抑凉，故别而二之，晋史亦承其说。”
《舊唐書》認為吐蕃的名稱來自禿髮氏。